# Homalometa
Homalometa là một chi nhện trong họ Tetragnathidae.